# 白劳德主义

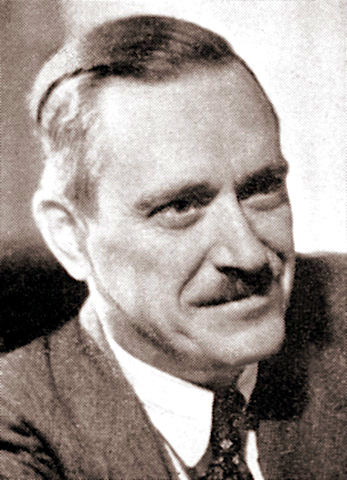
厄尔·白劳德

白劳德主义（英語：Browderism）是第二次世界大战后期，美国共产党总书记厄尔·白劳德提出的投降主义和改良主义思想。1944年，白劳德发表《德黑兰：我们在战争与和平中的道路》，阐述了白劳德主义的主要理论。白劳德主义的主要观点包括：美国资本主义仍然“保持着青年资本主义的一些特点”，能够克服生产过剩危机，从而避免资本主义的全面危机，并否认美国资本主义的帝国主义性质；主张美国无产阶级与资产阶级之间存在“共同利益”，倡导阶级合作与阶级和平；否认工人阶级及其政党在现代社会中的领导地位，主张取消共产党，使工人阶级和共产党从属于“自由的”资产阶级，受资产阶级政府的支配；认为在国际上和美国国内会出现长久的阶级和平与团结合作的新时期，希望社会主义国家与殖民地和半殖民地人民与帝国主义垄断集团友好合作，要求美国工人阶级放弃社会主义，以实现全国团结。白劳德主义的核心是传统的美国例外论，其美化美国的垄断资本集团和资产阶级民主，否定马克思主义的阶级斗争理论，要求取消无产阶级政党，反对无产阶级革命和无产阶级专政。白劳德主义是在第二次世界大战期间，东西方不同社会制度国家建立反法西斯统一战线的背景下产生的。它对美国及拉丁美洲的一些国家的共产主义运动产生极大的负面影响，受到美国共产党和其他一些国家的共产党的批判。